# トラーキアのリュクールゴス

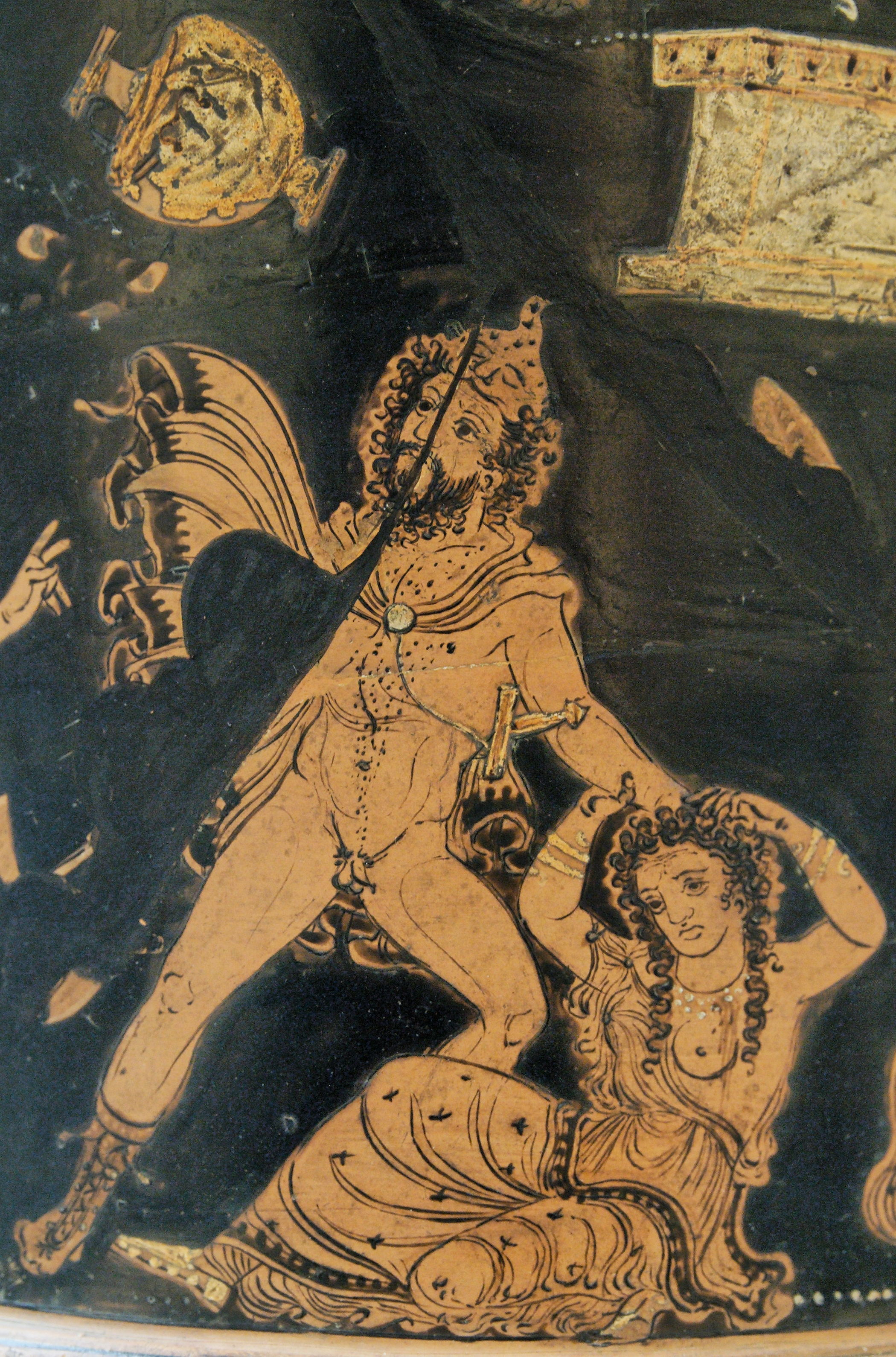
狂気に駆られ妻を攻撃するリュクールゴス

リュクールゴス（古希: Λυκοῦργος, Lycurgus）はギリシア神話に登場するトラーキア王。ドリュアースの息子で、リュクールゴスの息子もまたドリュアースと呼ばれる。
彼はディオニューソスの信仰を禁止し、ディオニューソスが信者すなわちマイナデスと共に彼の王国に来訪すると、信者を牢屋に入れ、ディオニューソスを追い払ったという。ディオニューソスは海の女神テティスの住む海底の洞穴に逃れた。
アポロドーロスによると、ディオニューソスは彼の扱いに対する罰として、リュクールゴスの気を狂わせた。そして彼は息子の身体をブドウの木の枝と勘違いして、鼻と耳、手足の指を斬り落とし惨殺した。ディオニューソスはリュクールゴスの不正が罰せられない限り、地が潤い名声を取り戻すことはないように運命を定めたので、トラーキアの民はリュクールゴスを縛り上げ、パンガイオン山の馬に彼を縛り付けて八つ裂きにした。リュクールゴスの死により、ディオニューソスは地にかけた呪いを解いた。
ヒュギーヌスによると、リュクールゴスはワインで酩酊し、母を犯した。自らの行いを後で知ると、ワインが悪の原因であると信じ、ブドウの木を切り落とそうとした。そこでディオニューソスは罰として彼の気を狂わせ、妻と子を殺すように仕向けた。その後リュクールゴスはロドペー山のヒョウの餌食となった。
ホメーロスの『イーリアス』では、リュクールゴスはディオニューソスへの不敬のために盲目にされ、その後死んだという。